# Liste der Schweizer Botschafter in Südafrika
Schweizer Botschafter in Südafrika.

## Missionschefs
- 1951–1955: Jean de Rham (1907–1989), Geschäftsträger
- 1955–1956: Jean de Rham (1907–1989), Gesandter
- 1956–1960: Franz Kappeler (1898–1988)
- 1960–1963: Franz Kappeler (1898–1988), Botschafter
- 1963–1965: Pierre François Brügger (1900–1974)
- 1966–1971: Roy Hunziker (1911–1992)
- 1971–1978: Theodor Curchod (1913–2003)
- 1978–1984: Charles Henry Bruggmann (1927–2013)
- 1984–1989: Jean Olivier Quinche
- 1989–1993: Blaise Schenk (1938–2008)
- 1992–1995: Roland Wermuth
- 1995–2000: Robert Mayor
- 2000–2004: Rudolf Schaller
- 2004–2008: Viktor Christen
- 2008–2011: Rudolf Bärfuss
- 2011–2015: Christian Meuwly
- 2015–2019: Helene Budliger Artieda
- 2019–heute: Nicolas Brühl

Ab 1951 selbständige Gesandtschaft, seit 1960 Botschaft.